# Edmund Fletcher
Edmund Fletcher foi um diretor da faculdade de Oxford no século XVI.
Fletcher foi educado no Exeter College, Oxford e foi Reitor do Exeter College, Oxford de 1526 a 1529. Ele também foi Capelão da Universidade.